# 齐·宝力高
齐·宝力高（1944年2月2日—），蒙古族，出生於今內蒙古自治区通辽市科尔沁区。中國馬頭琴演奏家，一级演员，中国马头琴学会創辦人和第一任会长。

## 生平
1944年农历二月二日，即民间所称“龙抬头”之日，齐．宝力高生於内蒙古科尔沁左翼旗哈拉胡少村。齐·宝力高3岁时，被科尔沁草原上的莫力庙认定为第五世活佛。但他仅当活佛一年，便在5岁时因土地改革及内蒙古自治政府成立而回家。从莫力庙回到家中的齐·宝力高很喜欢乐器，父亲便请人为其做了一把“潮尔”（和马头琴相似的一种古老乐器）、一把四胡。当时每到过新年，科尔沁草原的民众均请民间艺人到村里整夜拉马头琴、弹三弦。齐·宝力高也模仿着为母亲演奏。8岁时，他便能同民间艺人合奏数十首民歌。
1958年10月，内蒙古实验剧团到科尔沁招收学员，齐·宝力高被团长孟和选入内蒙古实验剧团（后改为内蒙古歌剧团）。在呼和浩特，齐·宝力高随马头琴大师桑都仍等人学习马头琴，还自己学习小提琴演奏技巧，并将小提琴演奏技巧运用到马头琴演奏中。
文化大革命期间，齐·宝力高遭到诬陷和批斗，被劳改监禁。
文化大革命结束后，齐·宝力高先后出版了蒙古文、汉文两种版本的《马头琴演奏法》，这是世界上首部有关马头琴的理论书籍。1979年，齐·宝力高参加庆祝中华人民共和国建国30周年文艺演出，以马头琴独奏曲《万马奔腾》获得作曲银奖和演奏金奖。同时，他创作的《草原连着北京》等马头琴曲目，在中国国际广播电台、中央人民广播电台等电台播出，反响良好。
齐·宝力高參考西方弦樂器改良马头琴的樂器及演奏技巧。1986年，齐·宝力高决定将马头琴乐手集合起来进行规范化训练。经过多方努力，成立了“野马”马头琴乐队。在内蒙古自治区成立四十周年的庆祝会上，“野马队”首次登台，获得了观众的热烈反响。
1989年6月，中国马头琴学会在呼和浩特成立，齐·宝力高任会长。此后，他先后出任蒙古国马头琴协会名誉主席、日本国际交流马头琴协会名誉主席。
2001年，在呼和浩特国际青少年马头琴艺术节上，齐·宝力高率1000名国内外马头琴演奏者，共同演奏《万马奔腾》，打破吉尼斯世界纪录。
齐·宝力高是内蒙古马头琴协会主席、内蒙古民族歌舞剧院副院长、齐·宝力高野马马头琴乐团创始人兼团长、蒙古国佛教大学名誉博士、中央音乐学院客座教授、中央民族大学音乐学院研究生导师。

## 作品
他的代表作品有《萬馬奔黱》、《鄂尔多斯高原》、《草原贊歌》等。

## 家庭
其子齐·布日古德主要在日本活动，也是一名马头琴演奏家。